# Печеніга-Углицький Павло
Павло́ Печені́га-У́глицький (20 червня 1892, Печеніги, Харківська губернія — † 2 липня 1948, Нью-Йорк, США) — український композитор, контрабасист та диригент, педагог.

## Життєпис
В семирічному віці прийнятий до хору собору в Харкові. 1908 року він — помічник диригента. В тому часі пише свій перший твір «Херувимську піснь». Потім його приймають у міське музичне училище. Капельмейстер допомагає дістатися до Імператорської музичної школи.
Випускник Петербурзької консерваторії, серед вчителів був композитор Ф. Якименко.
В 1914—1922 роках викладав у консерваторіях Краснодара, Петербурга, Ростова.
З 1922 проживав у США, диригував різними хорами та оркестрами. Зокрема — при американській національній радіокомпанії NBC.
В січні 1939 у Карнегі-хол диригував виконанням симфонічної поеми «Україна».
Є автором:
- опери «Відьма»,
- балету «Легінь»,
- симфонічної поеми «Україна»,
- «Героїчна кантата» — присвячена Франкліну Делано Рузвельту,
- романсів на слова Т. Шевченка,
- обробок народних пісень.